# الیزابت الکسی یوونا
الیزابت الکسی یوونا (روسی: Елизавета Алексеевна؛ ۲۴ ژانویهٔ ۱۷۷۹ – ۱۶ مهٔ ۱۸۲۶) ملکه اهل امپراتوری روسیه بود که در بادن به دنیا آمد وی دختر چارلز لوئیس ، شاهزاده  بادن و همسرش ، لندگراوین آمالی از هسن-دارمشتات بود. وی در دوران طولانی سلطنت پدربزرگش چارلز فردریک  ، در یک محیط خانوادگی صمیمی در کارلسروهه بزرگ شد.
پرنسس در نوامبر ۱۷۹۲ به روسیه آمد و توسط ملکه کاترین دوم روسیه به عنوان عروس نوه بزرگ خود ، دوک بزرگ الکساندر پاولوویچ انتخاب شد او به مذهب ارتدوکس گروید و نام خود را تغییر داد او در ۲۸ سپتامبر ۱۷۹۳ ، هنگامی که پانزده ساله بود و همسرش چهارده ساله بود ، با الکساندر ازدواج کرد الیزابت زیبا ، اما خجالتی و گوشه گیر بود. وی دارای دو دختر بود اما هر دو در اوایل کودکی درگذشتند
ظاهر تزویج الکساندر اول و لوئیز از بادن(الیزابت آلکسی یونا) موفق بنظر می رسید،سرشار از بزم های باشکوه،جامه های فاخر و احترام عمومی، اما در حقیقت روابط میان الکساندر و الیزابت سرد،دور و خالی از احساس بود.الکساندر مردی درون‌گرا و گرفتار سیاست بود.الیزابت، زنی حساس، متین، خجالتی و آسیب‌پذیر بود.
هر دو از ابتدای ازدواج به نوعی احساس غریبگی یا حتی بیگانگی نسبت به هم داشتند.
بارونس کرودنر(Baroness Krüdener) که بانویی از اشراف ساکن روسیه و نژادا آلمانی بود درباره الیزابت آلکسی یونا اینطور نقل کرده است:
«امپراتریس زیبایی فرشته وار محتوی غمی پنهان داشت، او هرگز با چشمانش نمی خندید»
الیزابت دو دختر بدنیا آورد:
ماریا(1799-1800):که در نوزادی درگذشت.
الیزابت(1806-1808):که بر اثر عفونت در گذشت.
مرگ این دو دختر ضربه ای شدید به روحیه او وارد ساخت بطوری که امپراتریس پس از آن دچار افسردگی،انزوا و بیماری های روان تنی گشت.
در دوره‌ای از سردی زناشویی، هم الکساندر و هم الیزابت روابطی خارج از ازدواج برقرار کردند،الیزابت، ظاهراً دل‌باختهٔ آلکسی یاکولویچ اوخوتنیکوف(Aleksey Yakovlevich Okhotnikov)، افسر جوانی شد که گفته می‌شود تنها عشق واقعی زندگی او بوده است.اما این رابطه هرگز رسمی یا آشکار نشد و الکسی بعدها درگذشته یا از صحنه کنار رفت.این عشق ناکام، بخشی از رنج درونی همیشگی الیزابت بود.(شایعاتی مبتنی بر سر اینکه دختر کوچکتر الیزابت واقعا از تزار یا این افسر گارد شوالیه روسی بوده است وجود دارد)
پس از ترور پاول اول در سال 1801، الکساندر تزار شد و الیزابت به مقام امپراتریس همسر رسید.با وجود مقام رسمی، نقش سیاسی او بسیار محدود بود.بیشتر وقت خود را صرف فعالیت‌های خیریه، مراقبت از نوانخانه‌ها، و امور آموزشی دختران اشرافی کرد.در دربار، شخصیت متین، ساکت، کم‌حرف و گاه اندوهگین داشت.پس از مرگ الکساندر اول،الیزابت به شدت تحت‌تأثیر مرگ او قرار گرفت، گرچه ازدواج‌شان هرگز عمیق نشده بود.تنها یک سال بعد، در سال 1826، در مسیر بازگشت از سفر جنوب روسیه، در اثر بیماری درگذشت.جسد او در کلیسای جامع پتر و پاول در سن‌پترزبورگ در کنار شوهرش به خاک سپرده شد.
بر سنگ قبر او، نشانی از اندوه و رنج وجود دارد، و در تاریخ به عنوان "امپراتریس دل‌شکسته" شناخته می‌شود.